# Gembor (Binuang)
Gembor is een bestuurslaag in het regentschap Serang van de provincie Banten, Indonesië. Gembor telt 6261 inwoners (volkstelling 2010).